# Opisthoxia griseolimitata
Opisthoxia griseolimitata là một loài bướm đêm trong họ Geometridae.